# Filosofía en Venezuela
La filosofía en Venezuela hace referencia a la disciplina que agrupa una serie de conocimientos que tratan de explicar de forma racional la realidad y los actos humanos.Como campo de estudio se centra en reflexionar sobre el ser, el conocimiento, la existencia, la ética, la belleza y el valor tratando de encontrar una explicación a estos para alcanzar la verdad.
Aunque la filosofía y la mayoría de sus conceptos son de origen europeo, algunos autores sostienen que algunas de sus características son universales porque todos los pueblos tienen una concepción del mundo y el destino del ser humano. Lo que a provocado el estudio de un supuesto pensamiento filosófico en los pueblos indígenas y los esclavos africanos.
En Venezuela la mayoría de las corrientes filosóficas que han influido han sido de corte europea, esto ha llevado a que entre muchos pensadores se genere un debate filosófico en el que uno de los principales problemas a responder es si la nación forma parte de Occidente.
Desde la colonia se comienza a divulgar el escotismo y el tomismo, principalmente por religiosos que se centraba en la metafísica y la filosofía natural.Durante la guerra de independencia, la mayoría de los intelectuales y políticos se ven influenciados por la Ilustración y la modernidad, destacando los pensamientos del filósofo Andrés Bello y de Simón Rodríguez.
Entre finales del siglo XIX y comienzos del XX se impone el positivismo en el que intelectuales buscan adaptar métodos científicos en sus análisis, aunque algunos llegaron a utilizarlos para justificar regímenes dictatoriales y políticas de discriminación racial, dentro de esta corriente destacaría Laureano Vallenilla Lanz.
A mediados del siglo XX, con la llegada de la democracia, comienzan a desarrollarse diversas facultades e institutos dedicados al estudio filosófico, llegando a difundirse una diversidad de corrientes como la fenomenología, el existencialismo y el marxismo, en la que resaltarían los filósofos José Manuel Briceño Guerrero, Ernesto Mayz Vallenilla, Ludovico Silva, Juan Nuño entre otros.
En el siglo XXI, con el fracaso del proyecto liberal democrático y el declive del marxismo, se comienza a cuestionar el concepto de modernidad abriéndole el camino al pensamiento posmoderno, el relativismo moral y filosofías orientales.

## Época precolombina

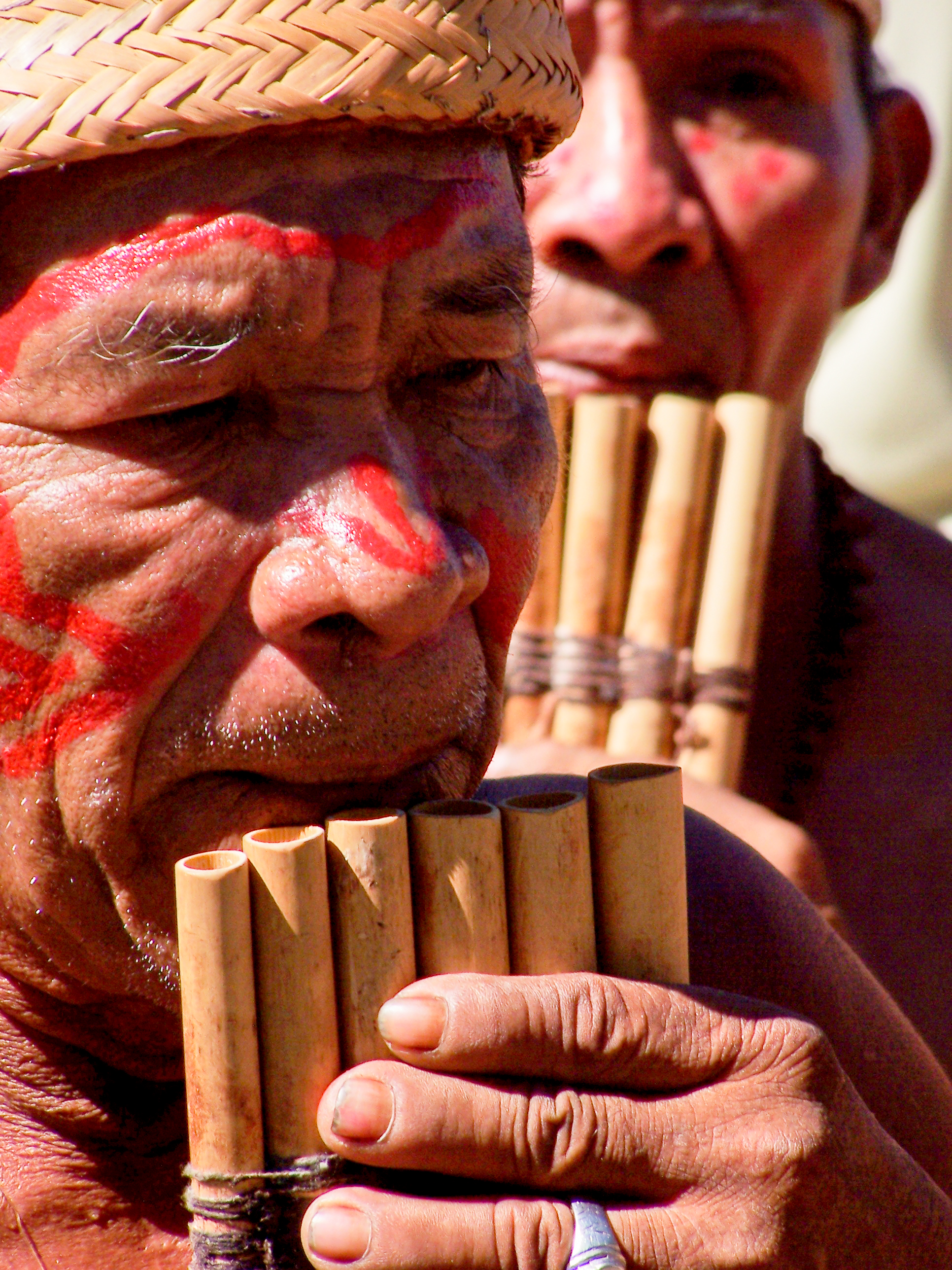
Chamán indígena venezolano

Algunos autores atribuyeron un supuesto pensamiento filosófico en algunos de los pueblos indígenas de Venezuela, que se manifiesta por medio de sus mitos y un supuesto lenguaje simbólico, careciendo de marcos teóricos formales y conceptos filosóficos. Siendo el mito considerado como un problema que debe ser interpretado para determinar el origen del espíritu de un pueblo y en donde se representan las costumbres, cultura, leyes y la ética de estos.
Según autores, estos pensamientos giran en torno a una relación de respeto entre humanos y naturaleza. Afirman que en el pensamiento indígena se manifiesta una sustancia y logos en sus canciones, mitos, poemas, ritos y cultura. Además, consideran que la cosmovisión de estos pueblos contendría elementos de ontología, epistemología, gnoseología, ética y estética.
El pueblo wayú posee una serie de mitos en los que, según autores, se considera a la naturaleza como una deidad que imparte orden y justicia. Asimismo estos mitos sirven para explicar su condición de pueblo étnico por medio de un supuesto mensaje divino que se ha trasmitido oralmente a través del tiempo.
Mientras que en el pueblo barí los mitos resaltan una interrelación entre la naturaleza y lo humano, así como una transmisión de principios éticos y morales para tratar de establecer formas de conducta dentro de una sociedad de carácter comunitario, fomentando valores como la solidaridad, la sinceridad, la armonía y el respeto.
Tras su contacto con los europeos, según autores, estos se incorporaron en algunos de sus mitos de forma negativa por los conflictos que surgieron. En los mitos de los barí  los blancos nacen de las cenizas debido al uso intensivo de la tierra, siendo interpretado esto como una forma de expresar las diferencias culturales.

## SigloXVI
En 1531 se fundó la diócesis de Venezuela, desde donde se comienzan a impartir los conocimientos filosóficos. Desde esta se dan estudios de gramática, latín y filosofía que eran requisitos para pasar a estudios superiores. Entre los primeros en enseñar filosofía se encontraba el sacerdote Marcos de Sobremontes. Con los años la diócesis se traslada a Caracas y se convierte en un seminario que posteriormente se transformó en la Universidad de Caracas.
De acuerdo a algunos autores, los africanos esclavizados que llegaron a América trajeron elementos de una supuesta filosofía bantú. Los bantúes están compuestos por un grupo de pueblos que se esparcieron por el centro y sur de África, y durante el tráfico de esclavos llegaron a ser numerosos en Venezuela.
Estos pueblos tenían un conjunto de similitudes culturales y según algunos autores poseían una filosofía propia denominada Muntu, aunque dependiendo del grupo étnico podría tener una denominación y características distintas, como por ejemplo el Ubuntu.
Según autores, en el Muntu se concibe la convivencia entre el ser humano y sus ancestros con la naturaleza y la existencia de una fuerza que une al hombre en el universo. Se le han atribuido algunas categorías como el Muntu que se refiere al hombre, el Kintu a los animales y objetos, el Hantu al tiempo y espacio y el Kuntu a la forma de ser, al estilo y a la belleza.

## SigloXVII
Las primeras corrientes filosóficas europeas comienza a llegar a la nación entre los siglos XVI y XVIII durante la época de la colonia, principalmente promovida por religiosos dominicos y franciscanos. Entre las tendencias más divulgadas se encontraban el escotismo y el tomismo.
Entre los escotistas, inspirados por Juan Duns Scoto, se encontraba el franciscano chileno Alonso Briceño, quien arribo a Venezuela en 1660. En sus obras trató temas metafísicos como la diferencia entre esencia y existencia, el principio de individuación, materia, entre otros.Otro escotista destacado fue el fraile Agustín de Quevedo Villegas, que en su obra «Opus theologicum» se sustenta en la filosofía natural para estudiar problemas morales como el bien y el mal, la teleología, la libertad y la conciencia.
Por su parte, el fraile Tomás Valero en su escrito «Theologia expositiva» publicado 1756, diserta sobre las leyes naturales y leyes humanas. El último de los escotistas destacados fue el religioso Juan Antonio Navarrete cuya obra «Arca de letras y teatro universal» es considerada un referente local de la ilustración y el enciclopedismo.
Entre los tomistas resaltaron los dominicos Antonio José Suárez de Urbina y Francisco José de Urbina, que guiados por la escolástica desarrollada por el fraile Tomás de Aquino, buscaron demostrar la existencia de Dios. Estos autores estudiaron temas de filosofía natural y metafísicos como el espacio y el tiempo, el primer motor, inmortalidad y el ser.

## SigloXVIII
En el siglo XVIII ante los avances científicos producto de los descubrimientos de Newton, Kepler y Copérnico; y el auge de la modernidad, se comienza a desplazar a la filosofía del escolasticismo tomista que se apoyaba en la autoridad de Aristóteles.Estas corrientes comienzan a influir en los intelectuales locales que empiezan a cuestionar la autoridad del filósofo griego, sustituyendo los silogismos por el método experimental.
El primero de agosto de 1770 se realizó un célebre debate entre el profesor Conde de San Javier, seguidor del aristotelismo, y el fraile Antonio Suárez Valverde, defensor de la filosofía moderna.Suárez afirmó que «Santo Tomás floreció en los siglos de ignorancia» y las ideas de Aristóteles eran una «servil sentina de errores».
El clérigo Baltasar de los Reyes Marrero en 1788 fue uno de los primeros en combatir el aristotelismo en su cátedra de filosofía en la Universidad de Caracas. Marrero despreció la escolástica y comenzó a difundir los conocimientos científicos de la época, como el álgebra, aritmética y geometría.
En 1789 se generó una fuerte protesta de algunos catedráticos en su contra, lo que provocó que fuera acusado en la Corte de Madrid como un «infiel a Dios». Se decidió que sus enseñanzas científicas no debían ser de carácter obligatorio y se le impuso una multa, ante esto Marrero renunció.
Dos años después, la cátedra de filosofía fue impartida por el sacerdote Rafael Escalona Arguinzones, de la misma tendencia que Marrero, quien retomaría las ideas de su predecesor y tendría entre sus estudiantes al filósofo Andrés Bello.
Las ideas modernistas terminarían imponiéndose y en la mayoría de las cátedras universitarias se tenían como referentes a Descartes, Spinoza, Leibniz, Berkeley, Locke y Hume.

## SigloXIX
A inicios del siglo XIX la mayoría de los intelectuales buscan incluir a Venezuela en el proyecto de la modernidad, que tenía como objetivos implantar en la sociedad la racionalidad, secularización, el desarrollo de la economía y la concreción de un proyecto democrático.
Durante el periodo de la independencia comienza a desarrollarse la filosofía política por parte de autores y políticos como Simón Rodríguez, Juan Germán Roscio y Simón Bolívar. Estos desarrollaron doctrinas éticas, políticas y educativas influenciadas principalmente por la Ilustración, en donde se buscaba superar al despotismo.
Durante la fundación de la Primera República, la obra de Roscio buscó juntar el cristianismo y el republicanismo en un proyecto constituyente, poniendo en el centro a la justicia y estableciendo al Pueblo como responsable de la soberanía y tratando de dotar de deberes y derechos a los ciudadanos.
El político Fermín Toro en algunas de sus obras propuso un modelo de nación basado en un republicanismo cívico para hacer frente al militarismo y caudillismo que afectaba a Venezuela. Tomando influencias del liberalismo, pensaba que la virtud se debía expresar tanto en ámbito privado como en el público.

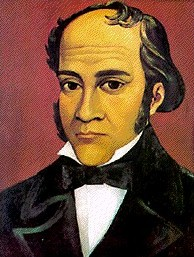
Simón Rodríguez

El maestro Simón Rodríguez fue uno de los precursores del humanismo por medio de sus ideas sobre la educación. Rodríguez, influenciado por la ilustración y los enciclopedistas, apoyó la educación popular sin diferencias de sexo y raza, asimismo la erradicación de la pobreza para lograr mantener la estabilidad de las instituciones y el gobierno.
Además, mostró preocupación por la dependencia con Europa, alentando a la búsqueda de soluciones originales a los proyectos de gobierno en América, por medio de su célebre frase «o inventamos o erramos».
Mientras que el intelectual Cecilio Acosta mostró interés en el estudio de temas históricos, económicos y políticos, desarrollando una perspectiva desde la filosofía de la historia en la que concebía el paso de «la barbarie a la civilización».

### Andrés Bello

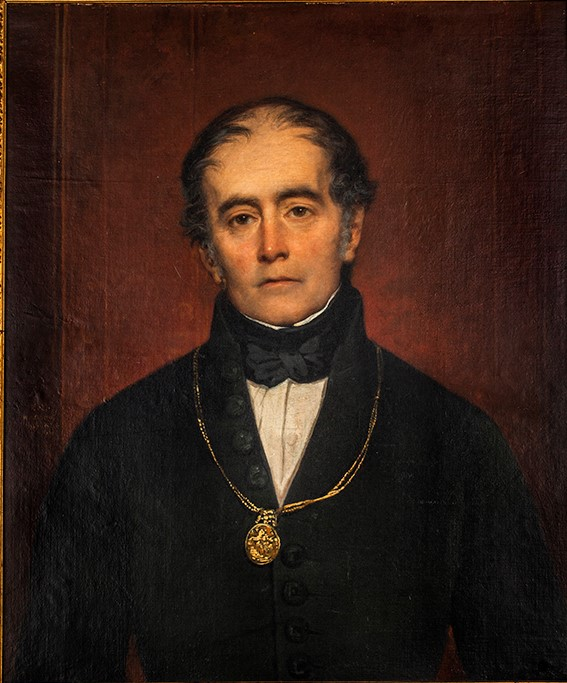
Andrés Bello

Probablemente, según autores, el filósofo venezolano más destacado haya sido Andrés Bello, su tratado filosófico «Filosofía del entendimiento» tuvo una importante repercusión en Hispanoamérica. Durante sus periplos europeos recibió la influencia de Kant, Cousin, Mill, el sensualismo y las ideas utilitarista de Jeremy Bentham. Bajo la influencia de estas ideas desarrolló un pensamiento moral que trató de integrar la razón, utilidad y sentimiento.
Bello en sus obras relacionó el entendimiento, el pensamiento y el lenguaje desde una perspectiva sensualista y psicologista, produciendo aportes en la lingüística y gramática, aunque también fue criticado por algunos de sus contemporáneos por centrarse en la forma y no en el contenido de los pensamientos.
Es considerado por algunos como «libertador intelectual de América» por su defensa y promoción de un castellano americano como una forma no de romper con España, sino de lograr la participación de los americanos en la construcción del idioma. También se mostró como un defensor de los procesos independentistas y la unión latinoamericana, pero expresó que era imposible romper los vínculos culturales con España y Europa.

### Simón Bolívar
Aunque Bolívar fue principalmente un caudillo, algunos autores opinan que también puede ser considerado como un intelectual y filósofo.Estuvo bajo la influencia de sus maestros Andrés Bello y Simón Rodríguez que lo expusieron a las ideas de la ilustración, si bien no escribió una obra filosófica, estas ideas se vieron reflejadas en parte de su correspondencia, proclamas y discursos. En una carta Bolívar expresó:
«Ciertamente que no aprendí ni la filosofía de Aristóteles, ni los códigos del crimen y del error; pero puede ser que Mr. de Mollien no haya estudiado tanto como yo a Locke, Condillac, Buffon, Dalambert, Helvetius, Montesquieu, Mably, Filangieri, Lalande, Rousseau, Voltaire, Rollin, Berthot y todos los clásicos de la antigüedad, así filósofos, historiadores, oradores y poetas; y todos los clásicos modernos de España, Francia, Italia y gran parte de los ingleses»

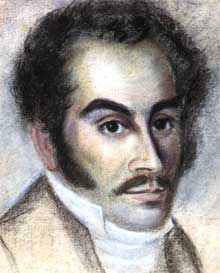
Simón Bolívar

Bolívar en sus obras desde una perspectiva humanista reflexionó sobre una serie de problemas como la existencia de dios, la naturaleza, el conocimiento, la ciencia, el arte y la moral.Sin embargo, también se mostró crítico por algunas corrientes abstractas que idealizaban la sociedad y el gobierno, llegando a afirmar que «(...) Por manera que tuvimos filósofos por jefes, filantropía por legislación, dialéctica por táctica y sofistas por soldados».
Pensaba que en cierta forma existía una autodeterminación en la naturaleza, pero en ocasiones el ser humano poseía una libertad de acción para emprender acciones que transformaran a la sociedad. Ante el terremoto de Caracas de 1812 expresó: «Si se opone la naturaleza, lucharemos contra ella y haremos que obedezca».
También en muchos de sus escritos apeló a argumentos filosóficos para legitimar la lucha por la independencia y la búsqueda de la libertad de los pueblos latinoamericanos. Para esto se apoyó en el cultivo y educación de la ciudadanía para lograr una república que produjera la «mayor suma de felicidad posible», en caso de mantenerse la ignorancia advirtió que «(...) un pueblo ignorante es instrumento ciego de su propia destrucción (...)».
Algunos de sus críticos lo acusaron de querer instaurar una dictadura y monarquía debido a que en varias ocasiones presentó propuestas en donde se establecía un presidente vitalicio con derecho a sucesión y un senado hereditario.Bolívar, siguiendo las ideas de Rousseau, ya se había mostrado contrario al federalismo en beneficio de un estado centralista que unificara a Latinoamérica.
También mostró su apoyo a los sistemas hereditarios de gobiernos evitando las elecciones que producían, según Bolívar, anarquía. Para esto se justificó en que los nacientes estados llenos de conflictos e ignorancia no estaban aptos para escoger a sus gobernantes necesitando de estados militaristas y paternales que subsanaran estos defectos.
El filósofo utilitarista Jeremy Bentham tuvo cierta influencia en algunos de los intelectuales y políticos que propiciaron la gesta de independencia. Bentham vio a los nacientes estados como una posibilidad de aplicar sus principios filosóficos.Bentham escribió en apoyo a los procesos independentistas y entró en contacto con Francisco de Miranda, Andrés Bello y Bolívar; redactando leyes y propuestas para ser aplicadas por estos. También mantuvo una comunicación epistolar con Bolívar dándole consejos sobre gobierno, algo que el venezolano le agradeció.
A pesar de que Bentham esperaba que Bolívar consolidara una república democrática, las ideas de Bolívar se alejaban cada vez más de las de Bentham, llegando a instaurar una presidencia vitalicia, concentrando el poder en el ejecutivo. Incluso en 1828 Bolívar decretó la prohibición de los textos de legislación de Bentham en las universidades de Colombia tras el intento de asesinato en el que estaba involucrado el militar Francisco de Paula Santander, seguidor de las ideas del inglés. Ante esto, Bentham llegó a calificar a Bolívar de despótico y compararlo con Napoleón Bonaparte.

### Positivismo
Desde la década de 1860 los intelectuales Rafael Villavicencio y Adolf Ernst serían los principales difusores del positivismo y el darwinismo desde la Universidad Central de Venezuela. Ernst enseñó las teorías de Lamarck y Darwin, dándole primacía a la investigación empírica. Asimismo, Villavicencio, influenciado por el filósofo Augusto Comte, enseñó el estudio da la historia usando métodos científicos y desarrolló un pensamiento filosófico en donde se mezclaban el monismo y el espiritualismo.
La mayoría de los primeros autores positivistas eran liberales, principalmente médicos y abogados pertenecientes a la elite, que se centraron en las ciencias naturales y que en sus obras apoyaron la libertad de culto y el constitucionalismo. Pero también mostraron simpatías por el proyecto «civilizador» del dictador Antonio Guzmán Blanco, sin cuestionar su centralización del poder y la falta de democracia.
Algunos de estos intelectuales que recibieron la influencia del positivismo y la evolución fueron atacados por la Iglesia católica y algunos sectores que los acusaban de materialistas y ateos.

## SigloXX
Autores como Juan David García Bacca, José Manuel Briceño Guerrero, Ángel Cappelletti, Alberto Rosales, Ernesto Mayz Vallenilla, Federico Riu, Luis Castro Leiva y Juan Nuño destacarían y estudiarían una diversidad de corrientes como la fenomenología, el existencialismo, la filosofía política y el marxismo influenciados por pensadores como Platón, Marx, Lukács, Heidegger, Sartre, Kant, Kierkegaard, Althusser, Husserl, Hegel, entre otros.
Con el paso de los años, las corrientes alemanas como la fenomenología, existencialismo y el historicismo comienzan a declinar y dar paso a escuelas como el estructuralismo, y estas a su vez con filosofías científicas, creándose un pluralismo de corrientes.
En el país, desde algunos sectores se criticó a la formación de filósofos y a su profesión, ya que fue considerado como una actividad para personas adineradas que tenía poca utilidad y compromiso social.

### Positivismo
A comienzos del siglo XX imperaba aún el positivismo. Los médicos Luis Razetti y Guillermo Delgado Palacios, promovieron un materialismo antirreligioso llegando a cuestionar el creacionismo, la metafísica y la iglesia.Estos autores cuestionaron la metafísica y apoyaron que el conocimiento solo se puede lograr por medio de la experimentación en la ciencia, llegando, según autores, en algunos casos a caer en el cientificismo.
Contrario a Razetti, con quien había polemizado, el doctor José Gregorio Hernández apoyó el creacionismo sustentándose en la filosofía cristiana y criticó algunos aspectos del positivismo.También reconoció el valor del conocimiento no académico, afirmando que las personas sin educación adquieren una filosofía lenta, primitiva y en ocasiones dolorosa, pero con un gran valor, ya que es adquirida con el tiempo.

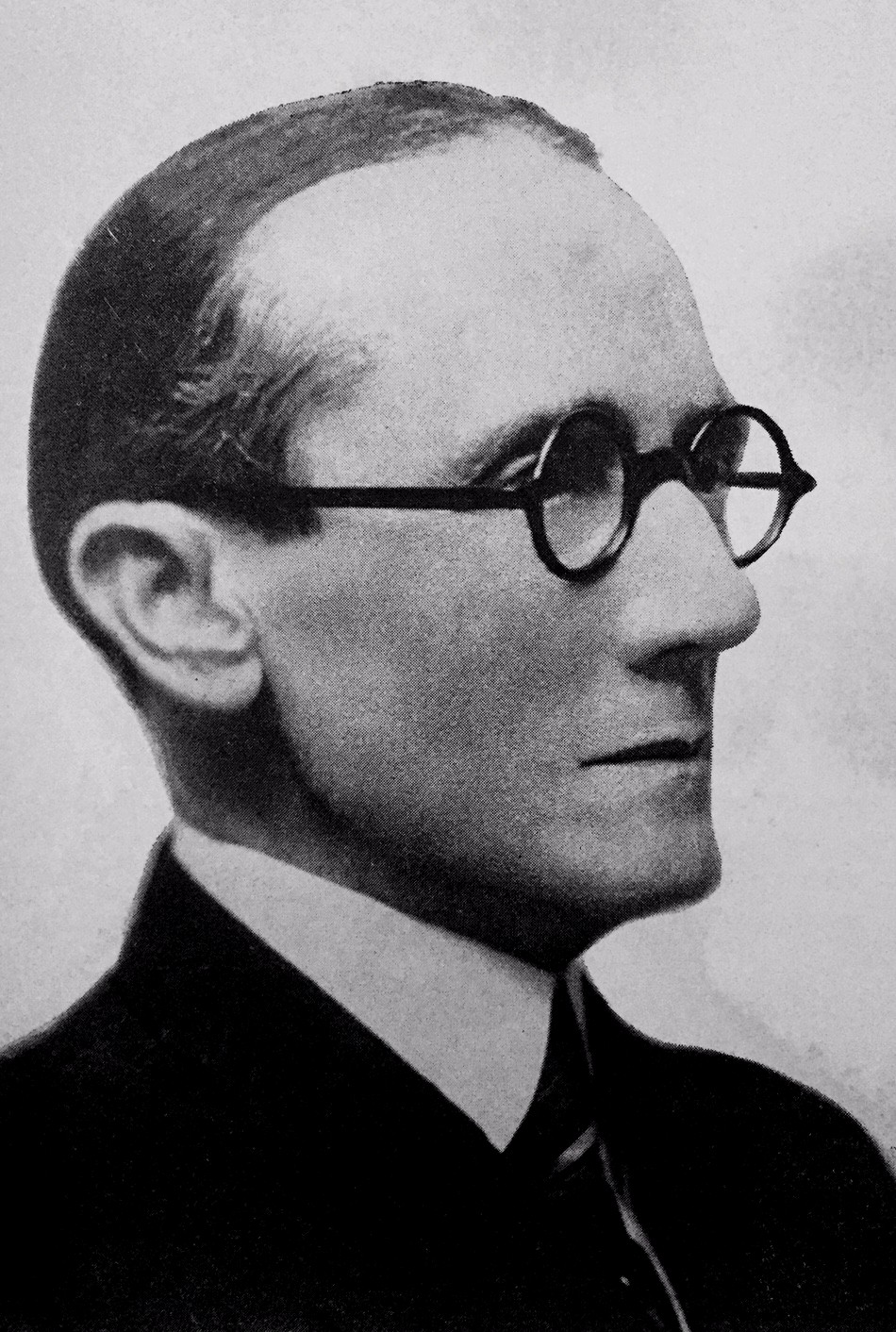
Laureano Vallenilla Lanz

Otros autores positivistas, como José Gil Fortoul, Pedro Manuel Arcaya, Lisandro Alvarado, Rómulo Gallegos y Laureano Vallenilla Lanz, comienzan a repensar la política, la historia y la sociología como campos que debían ser tratados desde el punto de vista científico.Algunos de estos autores llegaron a ocupar importantes cargos dentro de varios gobiernos y se verían influenciados por el racismo científico e ideas deterministas, considerando negativamente a la población de color y promoviendo políticas de blanqueamiento racial.
Según autores, en el pensamiento de Vallenilla Lanz se notaría la influencia de las corrientes racistas y deterministas. Principalmente en su obra el «Cesarismo democrático», que además fue usada para justificar la dictadura de Juan Vicente Gómez. En el libro se concibe al pueblo y a la sociedad venezolana como anárquica debido al mestizaje, el clima y otros factores, por lo que se hace necesario un «gendarme necesario» que logre desarrollar la nación por medio del control férreo.
Años después, tras la llegada al poder del dictador Marcos Pérez Jiménez, su proyecto político se sustentó filosóficamente en el Nuevo Ideal Nacional, que entre sus principales ideólogos se encontraba Laureano Vallenilla-Lanz Planchart, que siguiendo a su padre se basaba en la idea del «gendarme necesario».
Esta corriente fue tildada por el dictador como el gran «faro filosófico» que debía regir su gobierno, teniendo como objetivos principales la transformación del medio físico y el mejoramiento de las condiciones morales, intelectuales y materiales de los ciudadanos.Además, durante su gobierno se empezaron a notar las influencias del el nazismo y el fascismo provenientes de Europa.
Mezclando ideas liberales y positivistas, se centraba en exaltar el nacionalismo por medio de la tradición histórica, aprovechar los recursos naturales y la ubicación geográfica para lograr el desarrollismo con la ayuda de inmigrantes europeos y un control militarista de la nación.

### Ensayistas
Dentro de la Generación del 28, así como de otros intelectuales no propiamente dedicados a la filosofía, se consagraron a producir una serie de obras escritas de diversos géneros, desde del ensayo a la ficción. Desde diversos campos y posturas ideológicas mostraron un interés por entender y mejorar la cultura venezolana.
Entre los principales representantes se encontraban Mariano Picón-Salas, Rómulo Gallegos, Arturo Úslar Pietri, Joaquín Gabaldón Márquez, Enrique Bernardo Núñez, Isaac Pardo y Mario Briceño Iragorry.
El escritor Mariano Picón Salas en varios de sus escritos trató de mostrar la forma en que la nación debía transitar hacia la modernidad y una cultura liberal, haciendo énfasis en posturas humanistas. Además, percibía la nacionalidad como un proyecto de autoconstrucción del venezolano.
A diferencia de Picón, el intelectual Mario Briceño Iragorry se mostró preocupado por la modernidad y una supuesta crisis de valores que generó el progreso. Por lo que desde una perspectiva cristiana e historicista planteó el retorno a tradición.

### Filosofía política
Tras el fin de la dictadura se logró alcanzar la democracia y la masificación de la educación, iniciando el declive del positivismo que fue impuesto por miembros de la elite intelectual. Entre las nuevas corrientes que se imponen por medio de las clases proletarias y la burguesía ascendente se encuentran el marxismo y un nacionalismo de corte indigenista y populista. Ambas influenciadas por los peruanos Víctor Raúl Haya de la Torre y José Carlos Mariátegui.En los primeros años de gobierno de Rómulo Betancourt y Acción Democrática (AD) se notaría la influencia de estas.
Mientras que el derechista partido político Copei en sus orígenes recibió cierta influencia de la Falange y la derecha de José María Gil-Robles provenientes de España.Ciertos intelectuales dentro de la recién fundada Universidad Católica comenzaron a estudiar el pensamiento filosófico y social de Jacques Maritain y Emmanuel Mounier que también tendrían influencias dentro los socialcristianos.
Aunque también debido a los constantes problemas sociales en Latinoamérica y algunas divisiones dentro de la iglesia católica, se abrieron a posturas más radicales como la teología de la liberación, principalmente seguida por jesuitas.
En el pacto de Puntofijo se concretó la visión del proyecto de país liderado por AD y Copei en donde se perseguía la alternancia del poder, el Estado de derecho y la redistribución de la riqueza apoyándose en la industria petrolera.
El maestro Luis Beltrán Prieto Figueroa fue uno de los exponentes de las ideas democráticas y educativas planteando un «Humanismo democrático» por medio de un socialismo democrático. Prieto Figueroa pensaba que la educación debía ser responsabilidad de un «Estado Docente» en el cual la educación debía ser masificada y neutral, visión contrapuesta a algunos sectores, como el escritor Arturo Uslar Pietri, que opinaban que la educación debía estar priorizada a las elites.

Ludovico Silva

Mientras que el filósofo Ludovico Silva fue uno de los principales estudiosos del marxismo, centrándose en el estudio de la ideología y la cultura. Este autor, que en ocasiones se autodefinió como «marxólogo», analizó las manifestaciones culturas difundidas por los medios de masas y trató de promover una «práctica cultural revolucionaria» para combatir la pobreza y la explotación.
Otros de los pensadores marxistas destacados fueron José Rafael Núñez Tenorio, Salvador de la Plaza y Rodolfo Quintero. El profesor Pedro Duno resaltó por sus denuncias capitalismo venezolano y a los doce apóstoles, asimismo por una fuerte crítica contra el dogmatismo de la izquierda y el autoritarismo de la Unión Soviética.
Tras la caída del perezjimenismo la mayoría de los intelectuales que le hicieron oposición comulgaban con el marxismo y esta se vuelve la corriente dominante entre los intelectuales avivada por varias polémicas a nivel académico, así como por la represión política.Inspirada por corrientes indigenistas, foquistas y tercermundistas del pensador Frantz Fanon y el guerrillero Ernesto «Che» Guevara, provocaron un movimiento que pasó de la teoría a la acción por medio de grupos guerrilleros que terminaron fracasando con un alto costo de vidas.
Tras las constantes confrontaciones y el declive del marxismo, se imponen posturas más moderadas cercanas a la socialdemocracia, con un pensamiento económico keynesiano y desarrollista. En donde se apoyaba un Estado que se hiciera cargo de la salud, la educación y de regular más no controlar la economía. Sin embargo, desde la década de 1980 las diversas crisis a las que estuvo sometida la nación llevaron a que esta visión fuera cuestionada por corrientes neoliberales y estatistas.
El fracaso en Venezuela del proyecto liberal democrático y del comienzo del declive  marxismo, ambos, en cierta medida, perseguidores de la modernidad desde diferentes posturas, empezaría a provocar un cuestionamiento en el concepto mismo de la modernidad.

### Diversas corrientes
Con el comienzo de la democracia en 1946, el filósofo español Juan David García Bacca junto con Mariano Picón Salas fundaron la Facultad de Filosofía y Letras de la Universidad Central de Venezuela, desde donde se comienza a forjar nuevos autores que buscarían una actualización de las corrientes europeas.Tanto García Bacca como el filósofo español Manuel Granell se encargaron de divulgar las principales corrientes europeas y estudiar autores venezolanos.Principalmente influenciados por las ideas germanocentristas de José Ortega y Gasset, se difundieron la fenomenología, el existencialismo heideggeriano y la gnoseología de Nicolai Hartmann.
Muchos de estos autores trataron de analizar la realidad venezolana y realizar propuestas para el desarrollo de la misma. Manuel Granell en sus estudios sobre el pensamiento en el país opinó que el venezolano tenía la responsabilidad de inventarse a sí mismo en medio de las tensiones entre el cambio de la colonia a la modernidad.
Por su parte él filosofó Juan Nuño en sus estudios expone como la figura de Bolívar llegó a convertirse en un mito, provocando un escapismo del presente para refugiarse en un pasado mítico por medio del culto a su personalidad. En algunas de sus obras mantiene una posición crítica ante los dogmas y promueve el mantener un pensamiento crítico ante las tradiciones, enfrentando el posible rechazo que genera esta postura.Nuño también cuestionó la dependencia del pensamiento venezolano con las corrientes europeas; sin embargo, admitió que «el pensamiento filosófico venezolano existe y es creador».
Desde una postura existencialista, el filósofo J. R. Guillent Pérez opinó que la nación debía aceptarse como parte de Occidente y a partir de ahí tratar de entender su propia esencia. También se mostró crítico con la mayoría de los políticos a los que acusó de «mediocres» y sin visión de grandeza, por lo que buscaron refugiarse en el pasado mítico fomentando el culto a los héroes de la independencia.

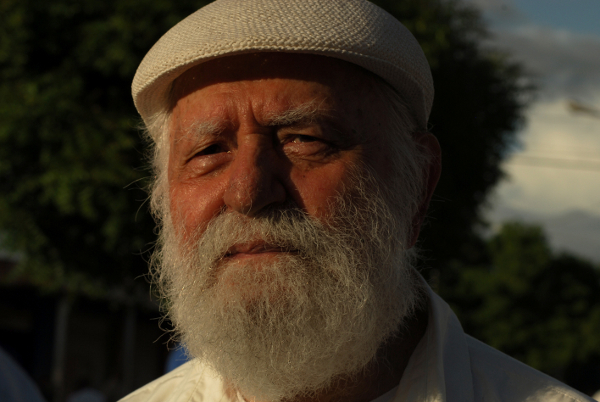
José Manuel Briceño Guerrero

Mientras que el filósofo José Manuel Briceño Guerrero estudió la realidad latinoamericana definiendo tres corrientes excluyentes entre sí, denominadas por el como discursos. El primer discurso es el racionalista de Occidente, el cual muestra que en Europa se ha impuesto la razón a la tradición por medio de la ciencia y técnica. Aunque este discurso, según Briceño, no ha logrado ser trasladado a América Latina que solo logró convertirse en productor de materias primas.
El segundo discurso es el mantuano colonial que busca la dependencia e identificación con Europa, aunque enriquecida con la experiencia latinoamericana y en el cual se defiende la tradición y la iglesia.El tercer discurso es el salvaje en donde está presente el dolor por la conquista, las nostalgias por estilos de vida no europeos y un supuesto resentimiento por la exclusión político social de los mestizos y personas de color.Según Briceño, estos tres discursos están en constante confrontación, evitando que se formen corrientes de pensamiento ni proyectos de gobernabilidad, provocando que los latinoamericanos no puedan tomar conciencia de sí mismo y su realidad.
Por otra parte, el filósofo Federico Riu manifestó en algunas de sus obras que la fenomenología y el existencialismo estaban siendo superadas y que se necesitaban corrientes que se adaptaran a la nación. Debido a las necesidades pragmáticas y de desarrollo del país, el marxismo y el neopositivismo se adaptaban con los objetivos nacionales de un conocimiento que debía estar vinculado al desarrollo económico y científico desde una perspectiva humanista.
En el campo de la filosofía de la educación resaltó el filósofo Ernesto Mayz Vallenilla por sus estudios sobre los problemas de la educación y su preocupación por el «colonialismo tecnológico». Mayz pensaba que la técnica debía ser utilizada y desarrollada para adaptarse al contexto venezolano con fines humanistas y para lograr este fin creía que era necesario una revolución educativa.
Mientras que el escritor Antonio Pasquali se dedicó al estudio de la moralidad en el estoicismo y los problemas de la comunicación, estudiando la transculturización y las formas de lograr un diálogo cultural para evitar la imposición de una sobre otra.
En los estudios sobre filosofía del derecho destacó el intelectual Juan Bautista Fuenmayor por sus estudios sobre teorización del derecho y del Estado. Desde una visión marxista afirmó que lo jurídico debe estar regido por la justicia reconociendo el carácter positivo de las normas.

## SigloXXI
Según algunos autores, tras las insatisfacciones y el fracaso de la democracia y sus proyectos económicos en el país, se comienza un cuestionamiento a la modernidad inspirada por movimientos populistas posmodernos. Algunos de ellos inspirados por liderazgos mesiánicos que mantenían posturas radicales, antiilustradas y antiglobalización que cuestionaban a la democracia y la racionalidad.
Aunado a esto, el declive del marxismo, el cual según algunos autores había sido casi aceptada como una doctrina religiosa entre algunos intelectuales y movimientos de bases, comienza a surgir una sensación de confusión y desorientación entre sus principales seguidores. Lo que podría haber facilitada la penetración del posmodernismo, filosofías orientales, las iglesias evangélicas, etc.

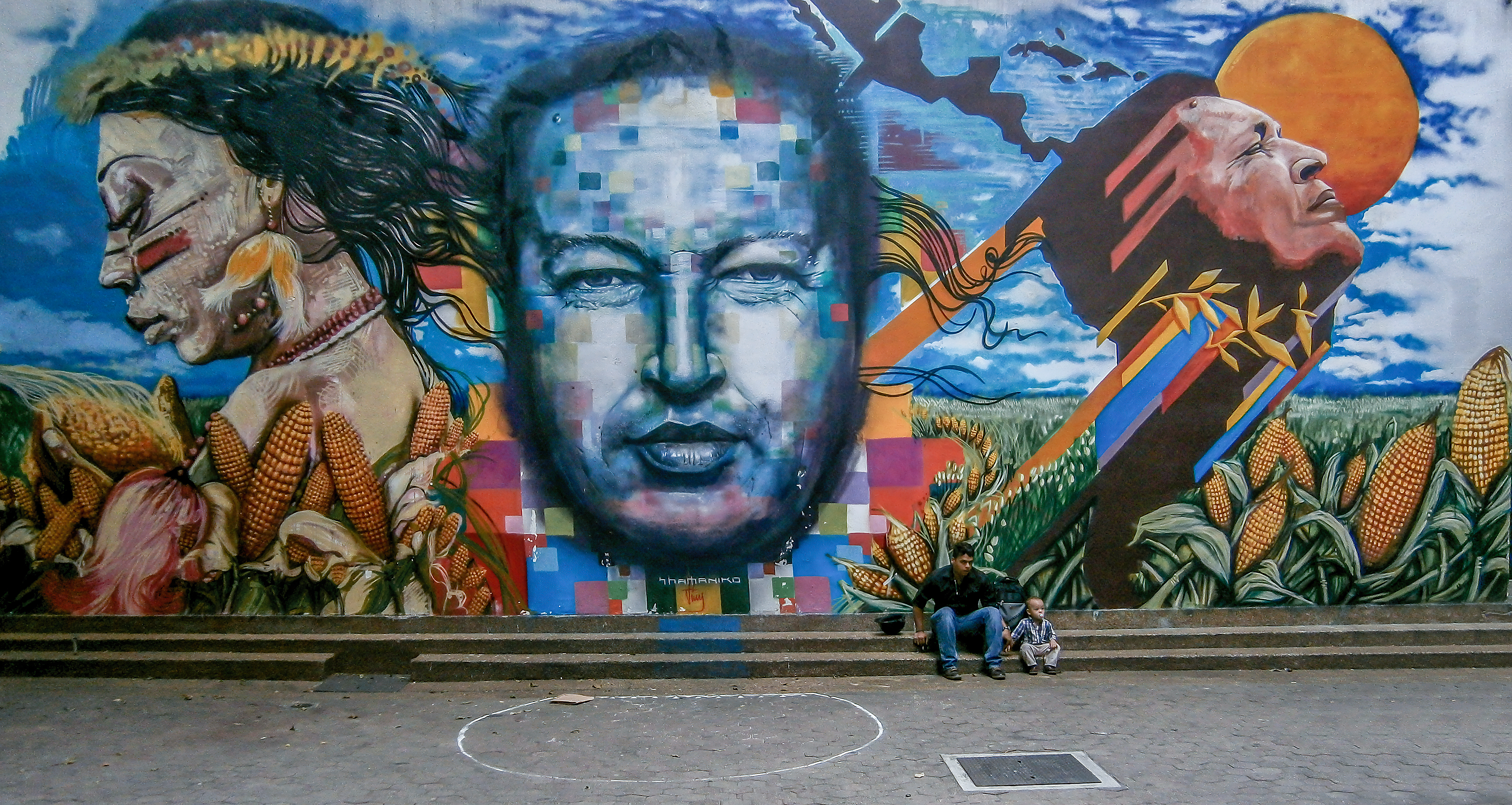
Mural de Hugo Chávez

Con la llegada al poder del movimiento político chavista progresivamente se fueron asumiendo posturas filosóficas sustentadas en el bolivarianismo, el marxismo y el socialismo del siglo XXI de Hanz Dieterich.También se identificaron con la filosofía de la liberación y el postcolonialismo de los intelectuales Enrique Dussel, Ramón Grosfoguel y otros, que promovieron propuestas para lograr la «decolonialización» alejándose del eurocentrismo y el colonialismo.
Este movimiento, catalogado por algunos como un proyecto populista, sustentadas en un nacionalismo bolivariano y el militarismo, perseguían transformar a la sociedad por medio de la aparición de un hombre nuevo basado en la solidaridad, la participación colectiva en la toma de decisiones por medio de la transformación a un Estado comunal y la integración latinoamericana.
El chavismo también se mostró crítico con la modernidad asociada a Occidente y algunos de los pensadores europeos y fomentó una reinterpretación de conceptos claves como Estado, democracia, libertad, justicia, civilización y desarrollo, promoviendo, según autores, un relativismo moral.
Con el auge de la posmodernidad y el relativismo cultural se trastocaron muchos de los conceptos de la modernidad. Según autores, lo que anteriormente era considerado moral pasó a ser relativo, mientras que lo estético pasó a tener mayor importancia que lo ético, en donde las emociones se volvieron más importantes que las razones.
Empezaron a divulgarse corrientes espirituales como la Nueva Era inspiradas por el orientalismo, el misticismo y filosofías orientales, algunas de ellas popularizadas por medio de gurús y libros de autoayuda que se centraban en el crecimiento personal y estilos de vida alternativos.
Según autores, algunas de estas corrientes fomentaron un individualismo nihilista, la aparición de tribus urbanas contraculturales, pseudociencias y una supuesta transición hacia una modernidad líquida centrada en la espiritualidad y una mercantilización de la vida.El sucesor de Chávez, Nicolás Maduro, en varias ocasiones visitó al gurú indio Sathya Sai Baba, del que según algunas fuentes sería uno de sus seguidores y de sus enseñanzas sobre «la universalidad del amor, la verdad y la paz».
Tras la muerte de Chávez, Maduro comienza un progresivo giro a la derecha asumiendo posturas neoliberales, además, debido a la pérdida de apoyo popular, comienza a acercarse a sectores evangélicos para lograr aumentar su popularidad.
Desde estos sectores religiosos se trató de imponer políticas conservadoras contrarias a la diversidad sexual y algunos derechos reproductivos. También, según autores, estos grupos fomentaron ideas en el que la prosperidad vendría exclusivamente gracias a Dios y el esfuerzo propio, excluyendo las políticas sociales del Estado, lo que favoreció un pensamiento individualista y de reducción del Estado.
Otros autores comienzan a estudiar y cuestionar ciertos temas polémicos y tabús como el feminismo, los derechos sexuales, la diversidad sexual, derechos de los animales y la legalización de las drogas.
Autoras, como la filósofa Gloria Comesaña, cuestionaron el patriarcado responsabilizándolo por la exclusión y la explotación en la sociedad. Comesaña desarrolló un feminismo existencial en donde sostiene que la mujer es una construcción social y cultural diseñada por el hombre, percibiéndola como una alteridad radical y anulando su capacidad de ser sujeto.
Por su parte, la autora Iraida Vargas Arena vinculó el patriarcado con el capitalismo, considerando las instituciones dentro de él como androcéntricas porque limitan la participación de las mujeres en desarrollo de la sociedad.
Otras corrientes estudiaron las preferencias sexuales diversas, pasando de considerarlas como «perversidades» a diferencias que deben ser respetadas.De acuerdo autores, en al ámbito venezolano se caracteriza por ser una sociedad conservadora desde donde existe una relativa tolerancia privada más no pública hacia las conductas sexuales no heterosexuales, aunque esta es cada vez más cuestionada ante la construcción de las identidades sexuales.